# Hember Valencia
Hember Valencia (Cali, Valle del Cauca, Colombia, 15 de mayo de 1990) es un futbolista colombiano. Juega como delantero y su actual equipo es Deportivo Coopsol de la Liga 2 de Perú.

## Clubes
| Club              | País      | Año       |
| ----------------- | --------- | --------- |
| Atlético de Cali  | Colombia  | 2011-2016 |
| Saif SC           | Bangladés | 2017-2018 |
| Cienciano         | Perú      | 2019      |
| Deportivo Coopsol | Perú      | 2020 -    |

## Estadísticas
| Club                      | Div.                | Temporada           | Liga  | Liga  | Copa Nacional | Copa Nacional | Copa Internacional | Copa Internacional | Total | Total | Prom. · |
| Club                      | Div.                | Temporada           | Part. | Goles | Part.         | Goles         | Part.              | Goles              | Part. | Goles | Prom. · |
| ------------------------- | ------------------- | ------------------- | ----- | ----- | ------------- | ------------- | ------------------ | ------------------ | ----- | ----- | ------- |
| Atlético F. C. · Colombia | 2ª                  | 2011                | 12    | 1     | -             | -             | -                  | -                  | 12    | 1     | 0,08    |
| Atlético F. C. · Colombia | 2ª                  | 2012                | 17    | 3     | 3             | 0             | -                  | -                  | 20    | 3     | 0,15    |
| Atlético F. C. · Colombia | 2ª                  | 2013                | 31    | 1     | 6             | 1             | -                  | -                  | 37    | 2     | 0,05    |
| Atlético F. C. · Colombia | 2ª                  | 2014                | 24    | 3     | 6             | 1             | -                  | -                  | 30    | 4     | 0,13    |
| Atlético F. C. · Colombia | 2ª                  | 2015                | 25    | 8     | 4             | 3             | -                  | -                  | 29    | 11    | 0,37    |
| Atlético F. C. · Colombia | 2ª                  | 2016                | 11    | 0     | 4             | 0             | -                  | -                  | 15    | 0     | 0       |
| Atlético F. C. · Colombia | Total               | Total               | 120   | 16    | 23            | 5             | -                  | -                  | 143   | 21    | 0,14    |
| Saif SC Bangladés         | 1ª                  | 2017                | 16    | 5     | -             | -             | -                  | -                  | 16    | 5     | 0,31    |
| Saif SC Bangladés         | Total               | Total               | 16    | 5     | 0             | 0             | -                  | -                  | 16    | 5     | 0,31    |
| Total en su carrera       | Total en su carrera | Total en su carrera | 136   | 21    | 23            | 5             | -                  | -                  | 159   | 26    | 0,17    |

### Hat-tricks
| 1 | 26 de agosto de 2017 | Saif - Brothers Union |  | 5 - 0 | Liga de Bangladés 2017 |